# Kościół Dobrego Pasterza w Istebnej
Kościół Dobrego Pasterza w Istebnej – rzymskokatolicki kościół parafialny znajdujący się w Istebnej, w powiecie cieszyńskim, w województwie śląskim. Należy do dekanatu Istebna diecezji bielsko-żywieckiej.

## Historia i opis
Znajdujący się w centrum wsi kościół zbudowany został w latach 1792-1794 w miejsce wcześniejszej drewnianej kaplicy z 1720 roku. Powstała ona w efekcie jezuickiej misji chrystianizacyjnej prowadzonej wśród górali przez ks. Leopolda Tempesa (jezuitę związanego misją z Jabłonkowem). Pośrednio w jej wyniku, pod koniec XVIII w., powstał obecny murowany kościół, wzniesiony według projektu majstra murarskiego Józefa Drachnego z Cieszyna, do którego przeniesiono m.in. krzyż wykonany z drewna lipowego, będący prawdopodobnie dziełem uczniów z krakowskiej pracowni Wita Stwosza. Na miejscu pierwotnej, nieistniejącej już kaplicy drewnianej obecnie znajduje się figura Matki Boskiej, przedstawionej według paryskiego objawienia św. Katarzyny Labouré, znanego z Cudownego Medalika.
Po rozbudowie w latach 1928-1929 kościół przybrał obecny kształt architektoniczny. Wewnątrz, w nawie głównej powstają wówczas polichromie autorstwa dwóch istebniańskich artystów: Jana Wałacha i Ludwika Konarzewskiego. W ołtarzu głównym (dzieło L. Konarzewskiego) znajduje się namalowany przez J. Wałacha Obraz Chrystusa Dobrego Pasterza usytuowanego na tle istebniańskiego krajobrazu. Obraz otoczony jest płaskorzeźbami 12 apostołów i zwieńczony opromienioną figurą w konwencji Matki Boskiej Częstochowskiej z Dzieciątkiem Jezus na ręce oraz ze znajdującym się u podstaw przedstawienia ukoronowanym orłem. Na szczególną uwagę zasługują polichromie we wnętrzu kościoła przedstawiające Piekło i Niebo (L. Konarzewski) czy choćby spowiedź górali (Jan Wałach) oraz młodopolskie elementy wyposażenia: ambona w kształcie łodzi i chrzcielnica w kształcie muszli (L. Konarzewski).
Po prawej stronie ołtarza głównego – kaplica z oryginalnym wystrojem według koncepcji Joanny Konarzewskiej, powstałym w 1953 roku: realistycznym malowidłem przedstawiającym procesję górali pędzla Ludwika Konarzewskiego juniora, jego również autorstwa – obrazem ołtarzowym, ukazującym Chrystusa na Krzyżu w rozmowie z Dobrym Łotrem oraz z wystrojem ceramicznym jego siostry – Marii Konarzewskiej.
Godzien uwagi jest fresk na łuku wejściowym do kaplicy po prawej stronie ołtarza, przedstawiający hołd składany Najwyższemu Bogu. Wśród hołdujących, obok Matki Boskiej oraz św. św. Piotra i Pawła otoczonych nawróconymi narodami, widzimy postacie historyczne, współczesne powstawaniu polichromii: Ojca Św. Piusa XI, prymasa Polski ks. kardynała Augusta Hlonda, biskupa katowickiego ks. Arkadiusza Lisieckiego, ks. prałata Józefa Londzina z Cieszyna, prezydenta RP Ignacego Mościckiego i wojewodę śląskiego Michała Grażyńskiego.
Do miejscowych tradycji nawiązuje również lewy boczny ołtarz, dłuta Ludwika Konarzewskiego juniora. Posiada on mensę spoczywającą na podstawie w kształcie trówły - ryzowanej skrzyni wałaskiej, a w nadstawie płaskorzeźbę, przedstawiającą apostoła Piotra jako opiekuna pary góralskiej, trzymającej w rękach miniaturę kościoła.
Na uwagę zasługują też bardzo oryginalne zamknięte oprawy oświetleniowe, lamp sufitowych w formie tzw. oboniek, czyli płaskich, drewnianych beczułek góralskich, w których przechowywało się mleko owcze - według pomysłu brata Ludwika Konarzewskiego-juniora, architekta Stanisława Konarzewskiego. Dzięki tej właśnie koncepcji dość powszechne stało się w regionie wykorzystywanie formy tych naczyń jako lamp dekoracyjnych, w których zamiast dna umieszczone jest szkło, na którym układa się koronki koniakowskie. W tym samym miejscu pod chórami znajdują się konfesjonały w stylu hiszpańskim, wykonane przez jednego z uczniów L. Konarzewskiego - snycerza Józefa Bocka z Istebnej Mlaskawki.
Na wschód od kościoła, za pomnikiem Pawła Stalmacha znajduje mały park z drzewami liczącymi ponad 300 lat. Jego część zajmuje stary cmentarz istebniański, założony na przełomie XVIII/XIX w. z charakterystycznymi żeliwnymi krzyżami odlanymi w hutach w Baszce, Trzyńcu i Ustroniu. Obok kościoła wznosi się budynek dawnej szkoły parafialnej z 1819 r., na którym umieszczono tablicę upamiętniającą alpinistę Jerzego Kukuczkę. Na zachód od kościoła umiejscowiono nowe cmentarze (parafialny i komunalny), gdzie spoczywa wiele znanych i kojarzonych z Trójwsią Beskidzką osób, jak rodzina Konarzewskich, Jan Kawulok, Paweł Łysek czy ks. Emanuel Grim.

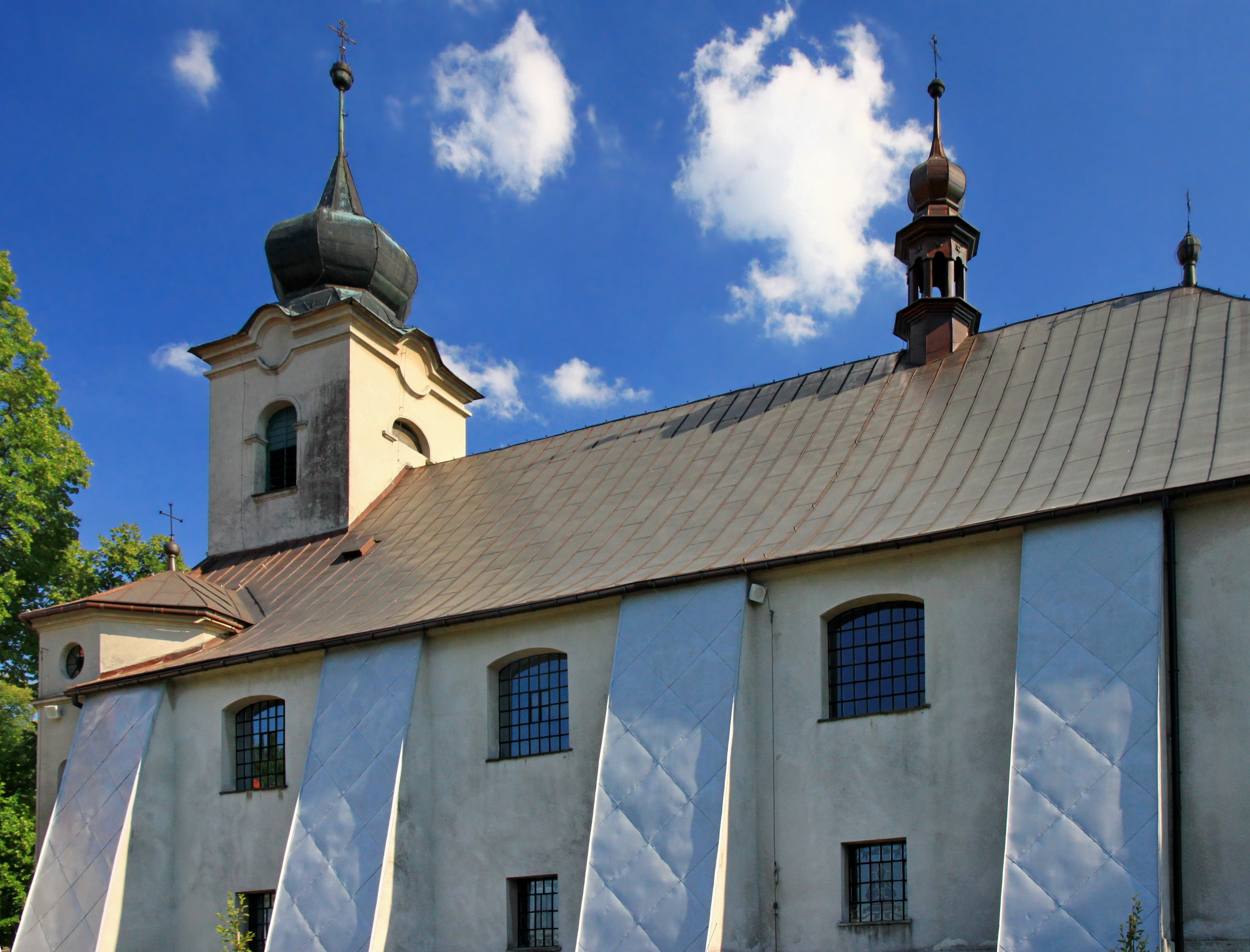
Elewacja północna kościoła
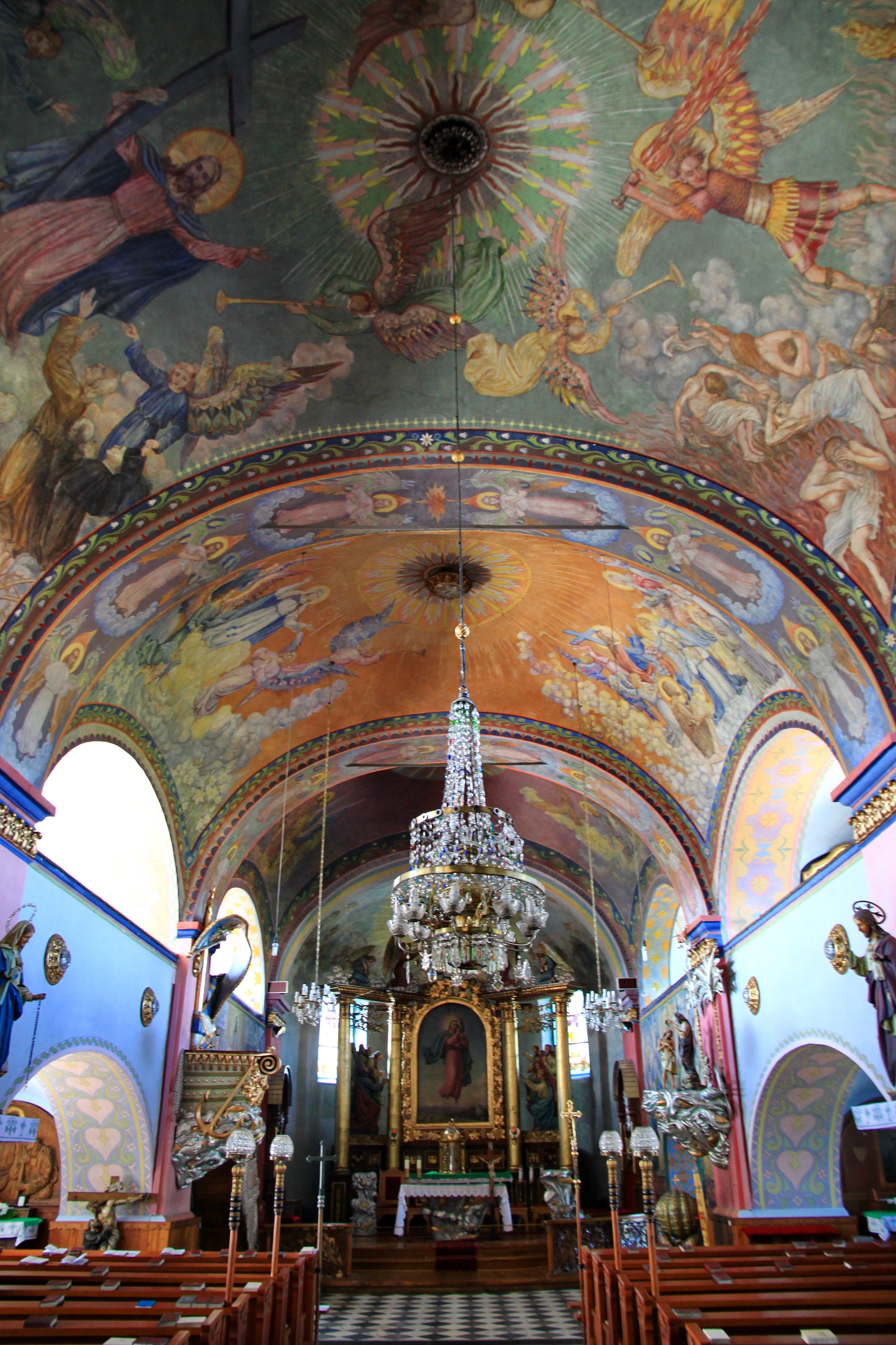
Nawa główna
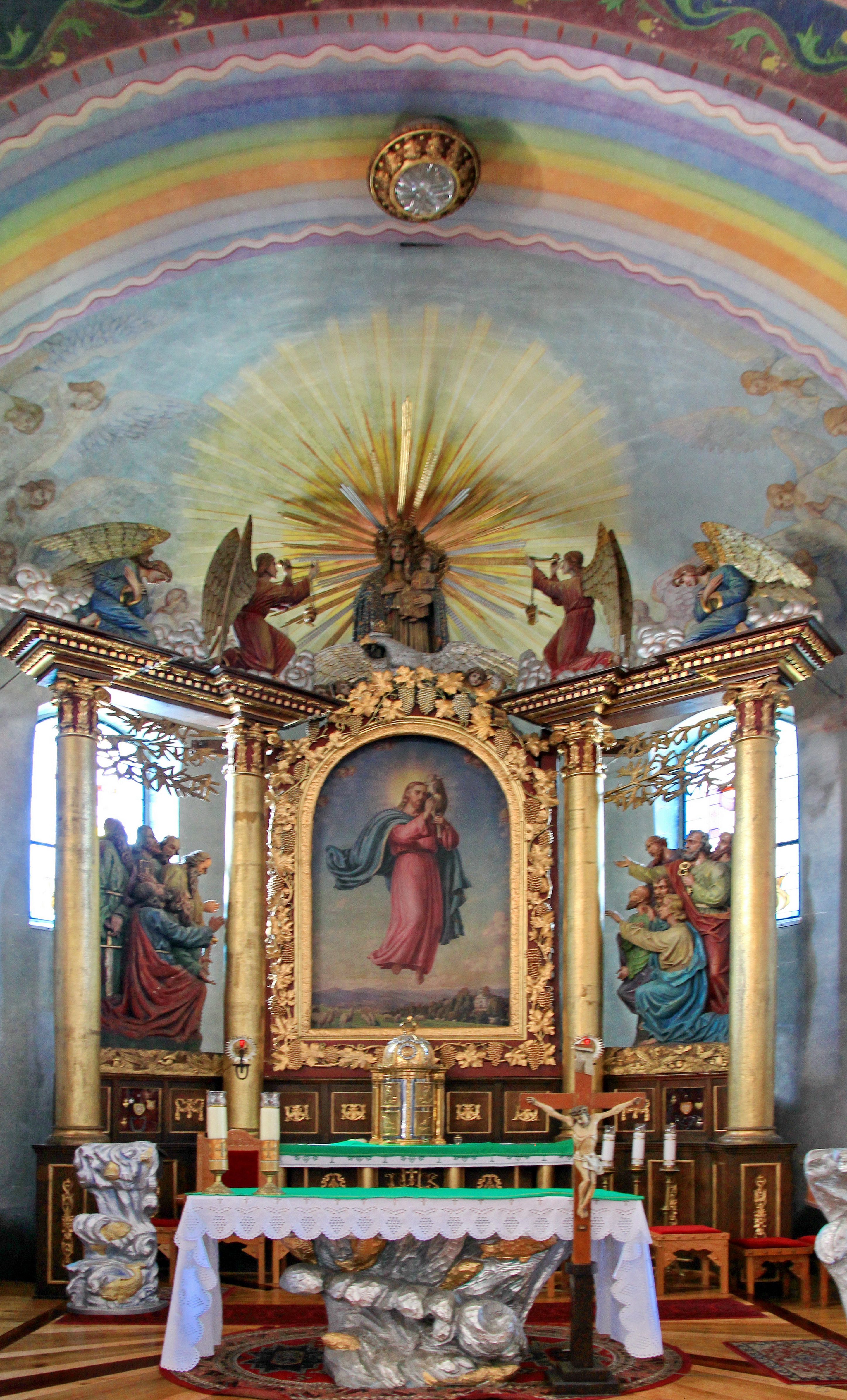
Ołtarz główny autorstwa L. Konarzewskiego z obrazem J. Wałacha
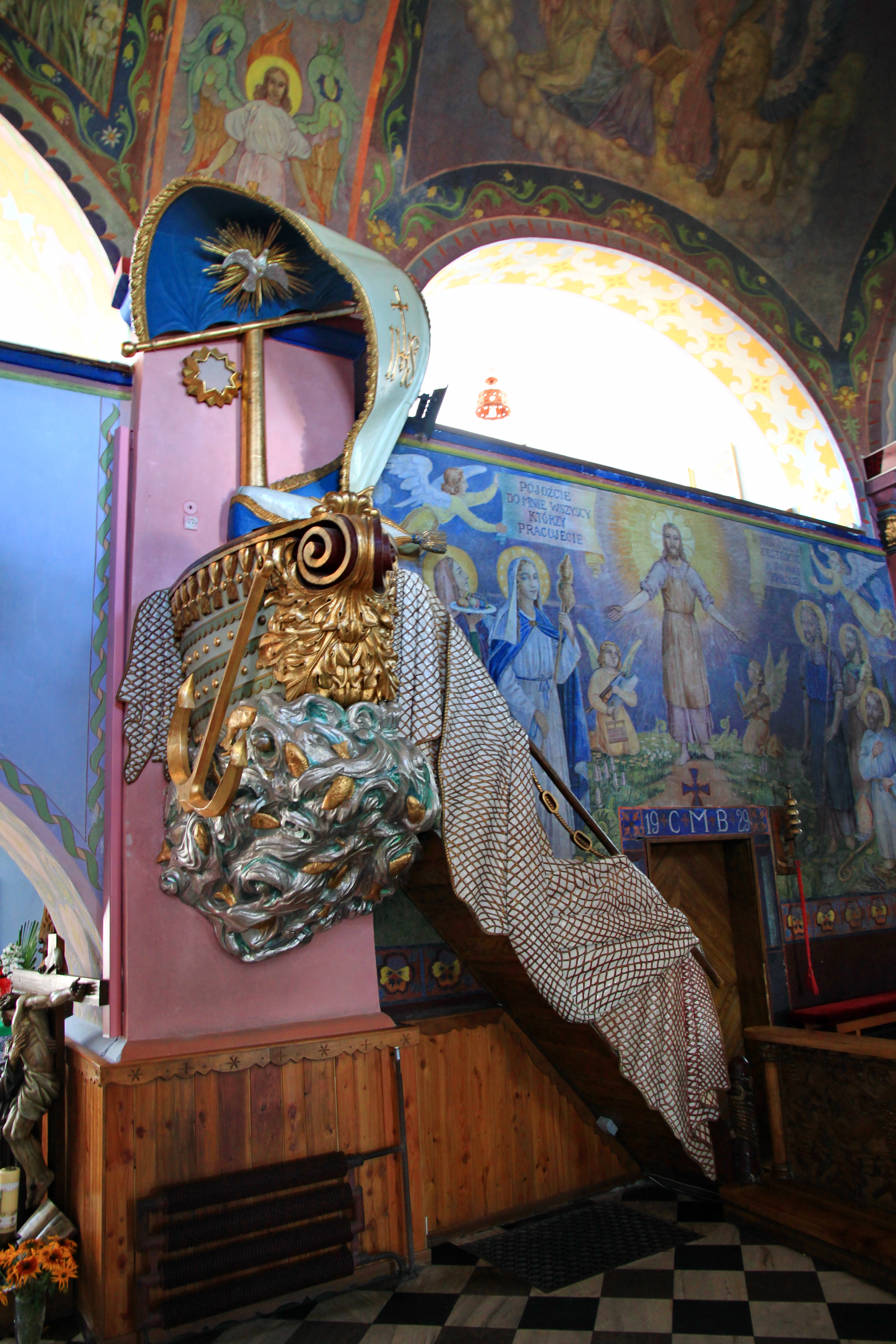
Ambona w kształcie łodzi autorstwa L. Konarzewskiego
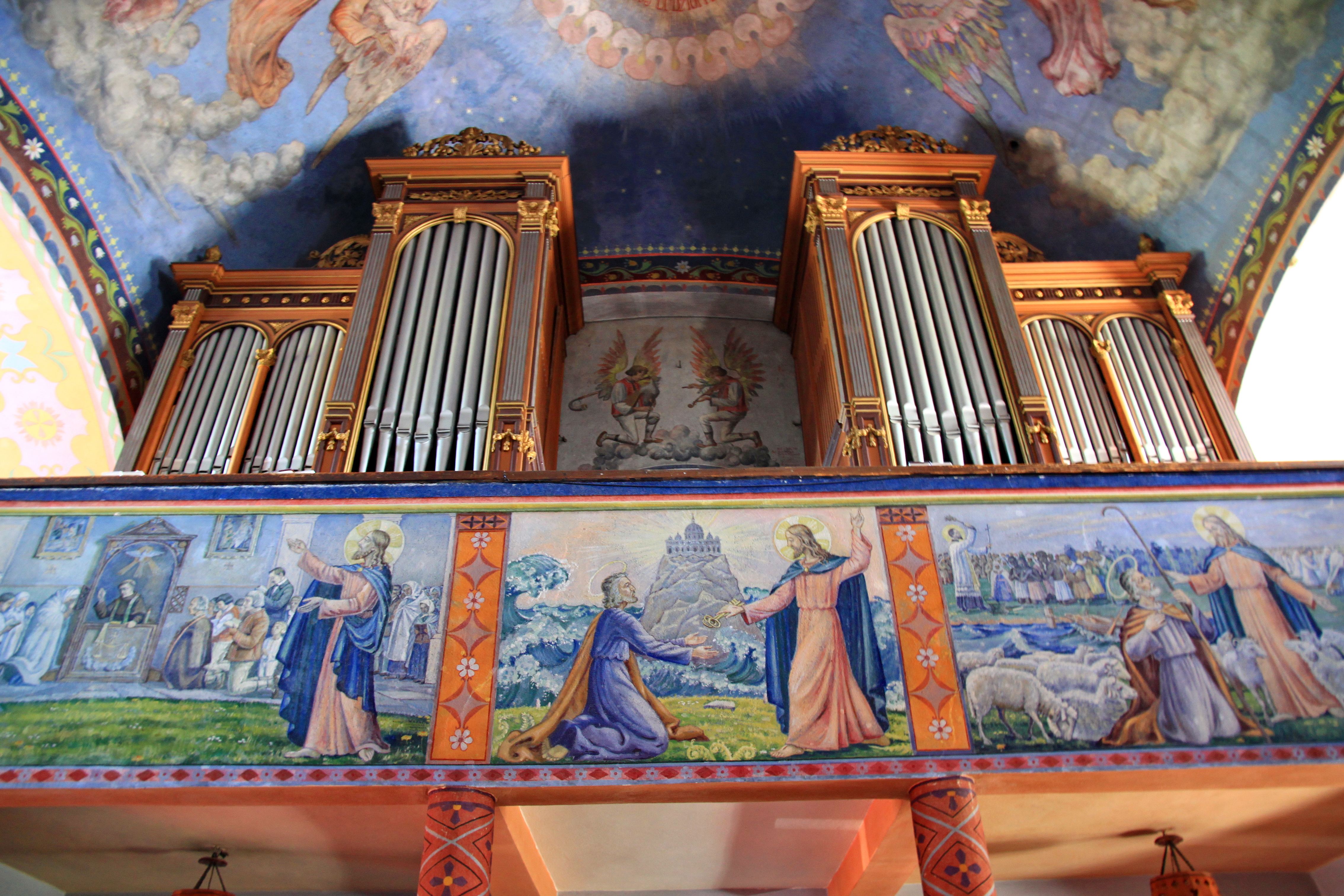
Organy